# 舛ノ山大晴
舛ノ山 大晴（ますのやま ともはる、 1990年11月1日 - ）は、千葉県印旛郡栄町出身で千賀ノ浦部屋（引退時は常盤山部屋）に所属した元大相撲力士。本名は加藤 大晴（かとう ともはる）、愛称はとも。身長179cm、体重173kg、血液型はB型。得意手は突き押しであり、他に掬い投げも得意とする。最高位は西前頭4枚目（2012年11月場所）。実弟は同部屋の床山・床千。

## 来歴
フィリピン・イロイロ市で生まれ、生後1年足らずで千葉県に転居した。親が相撲観戦を趣味としていた影響で幼少期から力士を志し、小学2年生の頃に町の大会で優勝してからうれしくなって相撲を習いたいと思うようになった。栄町立安食台小学校3年から成田市相撲クラブで相撲を始めた。乳児期より母親から力士としての伸び代を期待されていたようであり「自分が飲んでいたミルクはアメリカ製の良いミルクであり、弟のは普通のミルクだった」という。小学校時代に遠藤聖大（舛ノ山は誕生日も遠藤より13日遅いだけである）と対戦したことがある。相撲の他に卓球も経験している。
柏市立富勢中学校に進学するも、そこには相撲部がなかったため、流山南高校などへ出稽古に行き、わんぱく相撲3位を初め、アマチュア大会で全国大会に出場するなど数多くの実績を残す。2年時に千賀ノ浦部屋を見学した際に千賀ノ浦からは「相撲に入ったらいっぱいご飯は食べられるし、勉強もしなくていいんだ。相撲だけ一生懸命やればいいのだから。休みもちゃんとあるし」と口説かれたという。ところが、中学3年時に両親が離婚し、一旦母親の母国であるフィリピン・イロイロ市に転居せざるを得なくなり、結局地元の中学校を卒業するまでイロイロ市で過ごす運びとなった。2006年5月に帰国した後、親孝行をしたい一心で千賀ノ浦部屋に入門し、2006年7月場所において初土俵を踏む。稽古熱心で体格にも恵まれ、力強い押し相撲を武器としてその後は順調に番付を上げていった。
2008年5月場所に幕下に昇進してから勢いがやや停滞していたものの、自己最高位となる東幕下9枚目で迎えた2010年7月場所では4勝3敗と勝ち越し、同年9月場所でも東幕下3枚目で5勝2敗と勝ち越し、翌11月場所で新十両へ昇進した。髙安（鳴戸部屋、高安は早生まれで学年は1年上）と共に初の平成生まれの関取力士となった。
十両昇進時、「目標を達成できてよかった」と声を弾ませ、千賀ノ浦は「うれしいの一言。第1関門を乗り越えた」とコメント。そして舛ノ山は「出足を生かして、いっぺんに前を出る相撲でまず勝ち越したい。先に行けるように頑張る」と今後の抱負を話した。
2011年1月場所では初日から5連勝と好調だったが、6日目の朝稽古中に右足関節外側靱帯損傷という重傷を負った。その日は強行出場して垣添に勝って6連勝としたものの、中日の大道戦で怪我を悪化させてしまい9日目から休場、その後11日目に再出場して玉乃島に勝って勝ち越しを果たした後、14日目から再び休場し、この場所を8勝5敗2休の成績で終えた。同年5月技量審査場所では9勝6敗と前場所に続いて勝ち越した。
東十両筆頭に番付を上げた7月場所では11勝4敗の好成績を挙げて優勝決定戦まで進出したものの、優勝決定戦では妙義龍に敗れて十両優勝はならなかった。翌9月場所では新入幕を果たして東前頭9枚目と自己最高位を大きく更新したものの、その場所の4日目に、栃乃若との取組で立合いからの突き合いの中でバランスを崩してしまい、古傷の右足とは反対側の左足に関節外側靱帯損傷という重傷をまたも負い、翌5日目からは休場した。
治療に専念するも十分な稽古ができず、翌11月場所では医師からは休場したほうがいいと進言されたものの強行出場し、12日目まで7勝5敗と勝ち越しを目前としながらも13日目から3連敗して7勝8敗と負け越した。2012年1月場所でも6勝9敗と負け越してしまったが、続く3月場所では10勝5敗と4場所ぶりとなる勝ち越しを果たした。翌5月場所でも9勝6敗と勝ち越しを決め、翌7月場所において再入幕を果たした。その7月場所では11勝4敗という好成績を挙げて初の敢闘賞を受賞した。
その後2012年9月場所を最後に5場所連続で負け越すなど不調続きであったが心臓病の疑いが晴れた（後述）影響からか、2013年9月場所は千秋楽で勝ち越しを収める久々の活躍を見せた。続く11月場所は初日から5連勝したものの、9日目に千代大龍戦で右膝を痛めたことが原因で11日目から休場となった。2014年1月場所は12日目から給金相撲を4連敗して7勝8敗に終わるも翌3月場所は名目上据え置きとなる西前頭14枚目の地位を与えられた（関脇が1人増えているので、実質半枚降下）。東前頭13枚目で迎えた2014年5月場所は11日目に負け越しを確定させて最終的に4勝11敗の大敗を喫し、これにより丸2年守り続けた幕内の座に別れを告げることとなった。陥落した7月場所では、右膝脱臼など3箇所の怪我の影響で5勝10敗と大敗。初めは患部を冷やして炎症を抑える保存療法を受けたが、本来の爆発力がなくなり、すり足ができなくなったことから、場所後の夏巡業を休場して手術に踏み切った。手術により9月場所は初日から休場することになったが、7日目から出場して1勝を挙げた。しかし、11日目から再休場したため、11月場所では幕下に陥落。西幕下5枚目の地位で迎えた翌11月場所は7番相撲で勝ち越して4勝3敗の成績を収めて2015年1月場所では十両に返り咲くことが番付編成会議にて決定された。しかしその後も不振で、7月場所から2場所連続で全休し11月場所では三段目に降格した。2016年3月場所は序二段の地位で土俵に復帰した。三段目に復帰した5月場所は途中休場、場所後の6月5日に千賀ノ浦部屋所属の力士らが関係する交通事故があり、部屋の公式サイトによると舛ノ山はこの事故で軽傷を負っている。その後も休場を続け、同年9月場所では2012年5月場所の琉鵬以来、幕内経験者では昭和以降2人目の序ノ口陥落を経験した。この場所で土俵に復帰し、7戦全勝で序ノ口優勝を果たした。優勝を決めた舛ノ山は「まだ足がついて行かない状態です。立ち合いに力が入らないときがあります。しっかり治さないと上でやっていけないと思います」と語った。各段優勝のインタビューでは「どの地位でも土俵に戻ってくることができてうれしいです。長く休んでいても声援を受けて、忘れられていないと思いました。」と答えていた。場所後の秋巡業匝瑳場所ではご当地力士ということもあって、当時序ノ口力士であり出場していなかったにもかかわらず「舛ノ山さん江」と書かれた自身の幟が白鵬と日馬富士の幟の間に立てられていた。2017年7月場所から四股名を舛乃山に改名。改名場所は7戦全勝で序二段の優勝決定戦に進出したが、炎鵬に敗れて序二段優勝はできなかった。2018年は腰痛に悩まされることになり、精密検査の結果、「黄色靭帯骨化症」を発症していることが判明した。このため、6月に手術を受け、直後の7月場所は入院中のため全休となった。8月に退院したため、9月場所で本場所の土俵に復帰した。
2020年11月26日、所属する千賀ノ浦部屋が師匠の名跡変更で常盤山部屋へ改称されたことに伴い、常盤山部屋所属になった。2021年1月場所を途中休場して以降は休場が続き、同年5月場所の13日目（5月21日）に現役引退を発表した。引退の5、6年前に後縦靱帯骨化症と診断され、稽古も満足にできず、歩くときに強く痺れが出ていた。今年1月に入院してリハビリ中だったが、腰痛の影響で廻しも締められないことが引退の要因となった。かつて180kg近くあった体重は引退時点で120kg台まで減少。なお引退を発表した5月場所の番付では、本人の希望により四股名を関取時代の舛ノ山に戻していた。5月22日に行われた引退会見では、思い出の取組として2012年9月場所千秋楽の高安戦を挙げた。
2022年4月2日に都内のホテルで断髪式を終え、現在は「介護職員初任者研修」の資格を取得し、東京都荒川区内の介護老人保健施設で第二の人生を歩み始めている。2023年末の報道によると、フィジークの大会出場を目指して減量中とのこと。現役時代に体重185kg、体脂肪率40%であったものが、体重92kg、体脂肪率15%程度まで減量している。

## 略歴
- 2006年7月場所 前相撲
- 2006年9月場所 序ノ口
- 2006年11月場所 序二段
- 2007年5月場所 三段目
- 2008年5月場所 幕下
- 2010年11月場所 新十両
- 2011年9月場所 新入幕
- 2021年5月場所 現役引退

## エピソード
- 中学時代に両親が離婚、以降は母子家庭で育つ。現在日本で介護士をしている母親については、「だいぶ食費をかけたので、フィリピンで仕事をしないでゆっくり暮らしてほしい。家を買ってあげたい」と語った。またフィリピンに住む母方の祖父母や10人の家族[27] には、「治安が悪いから」との理由で入門からずっと仕送りをしている[28]。一時はフィリピンに住んでいたこともあって、自身も英語とフィリピン語（タガログ語）に堪能。2014年3月場所前の時点ではフィリピンに在住する家族へ新築住宅をプレゼントできたという[4]。怪我で長期間幕下以下で低迷して以降も仕送りは貯金を切り崩しながらの生活を送りつつ続けている[10]。
- 趣味は「食べること」であったが、フィリピンに住んだ時はタンパク質を取るために「豚の血を用いたシチュー(Dinuguan=ディヌグアン)」を食べなければならず、筋肉も落ちたという。雨が降れば家が水浸しになる環境で、ミネラルウォーターを運ぶアルバイトで家計を助けた[29]。
- えびすこを決めた力士で、2013年11月場所中、ちゃんこの後に出掛けた先で替え玉ラーメンを毎回15玉ほど食べる食生活を続けていた[30]。また、普段は1日2食で米を15合食していた[31]。現役引退後、豊ノ島のYouTubeチャンネルに出演した際に、過去にラーメンを替え玉18玉、寿司を160貫完食したことを明かした。また、この動画の撮影中に、元力士の若孜が営む飲食店で、ジンギスカンを20人前完食した[32]。その後、行われた大食い企画では、元鶴嶺峰の店でラーメン5kgを食した。食後も車内でコンビニスイーツを食し、空腹を覚えて元松鳳山の店で焼肉を食べた[33]。
- 好きな食べ物は唐揚げ。
- 憧れの力士は豊響。
- 教習所において同期の卒業生は自身と魁聖のたった2人だけであり、それゆえ別の部屋同士でありながら仲の良い間柄となっている[34]。来日当初まだ日本語が満足に分からない魁聖とコミュニケーションを取れる同世代の力士が英語の話せる舛ノ山だったため、これも魁聖と舛ノ山の盟友関係に大きく関係している。
- 2006年7月場所の新弟子は舛ノ山の1人だけだったことで、彼の立派な体格と共にマスコミの話題となった。新弟子が1人だけだった場所は、2000年9月場所に続く2回目だった。
- 部屋の兄弟子が部屋から脱走して発見された際、「○○さん（兄弟子の苗字）が作ったちゃんこをまた食べたいです」と発言、それに心を動かされた兄弟子は間もなく部屋に戻った。
- 2008年3月場所に三段目優勝を決めた後の優勝力士インタビューにおいて、好調の要因を聞かれた際に、「筋トレと…毎朝験担ぎで生姜を切ってました」と発言した。
- 2008年12月1日に入門した床山の床千は、実弟（本名：加藤千晴）。現在も部屋で一緒に暮らしている[35][36]。
- 関取になってからも個室に移らず、大部屋で生活をしている時期があった。[27] 一人だと寂しくなる上に霊の存在を信じていたために個室になかなか移れず、2013年の9月場所前までその状態が続いていた[4]。
- 2014年1月23日には自身初の自伝を出版。三役未経験者が自伝を出版するのは最近では高見盛（出版後に三役昇進）の例が存在する程度であり異例といえる[37][38]。主にフィリピン在住時代のエピソードが記述されている。

## 20秒しか戦えない力士
2010年10月、医師に「肺が人より小さい」と忠告されている。東京都の病院でエコー検査を受け「心房中隔欠損の疑いがある」と診断されている。そのため、取組後は激しく息を切らせている様子が確認できる。小学校の相撲クラブでは2番取っただけでへとへとになり、指導者に「どうしてこれくらいで息が上がるんだ」と叱られたこともあるが、「本当にきついんだけどな」と思いつつ「みんなも同じくらい苦しいんだから」と自分に言い聞かせていた。
自身も「（心房中隔欠損が）原因でスタミナが一般人の半分か、それ以下だそうです」と認めている。過呼吸になるため激しいぶつかり稽古ができず、関取相手の申し合い3, 4番続けば限界という体質 であるが、50mプールを歩くトレーニングを欠かさない。2013年5月場所あたりまでは稽古場に酸素ボンベが欠かせなかった。「発覚したらすぐに手術をすべきでは?」という意見も聞かれたが、2012年11月8日放送分の報道ステーションではリポーターを務めていた松岡修造が治療に踏み切れない理由について、病名が確定しないことや余方（角界関係者でない者）と生活が違うこと、時間がもったいないと本人が語っていたことを明かした。
また前述のように腰痛（ぎっくり腰）持ちであるが、師匠を通じ、現役時代に腰痛で悩んだ八角親方（元・北勝海）から腰の運動を教わったことが転機になった。自身も「自分の体のことは自分で気を付けないといけない」と体調管理の必要性を痛感したという。後に心房中隔欠損の疑いは晴れ、スタミナ難の原因は「呼吸法に問題がある。」と分析された。実際に2013年11月場所からは「2回吸って1回吐いたり、1回吸って2回吐いたり…」と呼吸法に工夫を凝らすようになった。そのスタミナ難は年月を経て徐々に改善されており、2014年7月頃には稽古場に酸素ボンベを用意する必要が無くなったという。
他にも『相撲』2012年1月号75頁には「大きな上半身のわりには足が細く、特に足首が細いのが気がかり。」と紹介されており、足腰の怪我にも悩まされがちであった。

## 主な成績

### 通算成績
- 通算成績：374勝312敗123休（88場所）
- 幕内成績：84勝97敗14休（13場所）

### 三賞
- 敢闘賞：1回（2012年7月場所）

### 各段優勝
- 三段目優勝：1回（2008年3月場所）
- 序ノ口優勝：1回（2016年9月場所）

### 場所別成績
| | 一月場所 初場所（東京）    | 三月場所 春場所（大阪）   | 五月場所 夏場所（東京）   | 七月場所 名古屋場所（愛知） | 九月場所 秋場所（東京） | 十一月場所 九州場所（福岡） |
| --- | -------------------------- | ------------------------- | ------------------------- | --------------------------- | ----------------------- | --------------------------- |
| 2006年 （平成18年） | x                          | x                         | x                         | （前相撲）                  | 西序ノ口35枚目 6–1      | 東序二段71枚目 6–1          |
| 2007年 （平成19年） | 東序二段筆頭 3–4           | 西序二段22枚目 5–2        | 西三段目88枚目 5–2        | 東三段目51枚目 4–3          | 東三段目35枚目 4–3      | 東三段目19枚目 3–4          |
| 2008年 （平成20年） | 西三段目34枚目 3–4         | 西三段目46枚目 優勝 7–0   | 東幕下28枚目 1–6          | 東幕下57枚目 4–3            | 西幕下47枚目 2–5        | 西三段目5枚目 4–3           |
| 2009年 （平成21年） | 西幕下56枚目 5–2           | 東幕下40枚目 2–5          | 東幕下55枚目 6–1          | 東幕下25枚目 2–5            | 東幕下39枚目 4–3        | 西幕下32枚目 3–4            |
| 2010年 （平成22年） | 東幕下38枚目 4–3           | 西幕下32枚目 4–3          | 西幕下25枚目 6–1          | 東幕下9枚目 4–3             | 東幕下3枚目 5–2         | 西十両11枚目 6–9            |
| 2011年 （平成23年） | 西十両14枚目 8–5–2         | 八百長問題 により中止     | 東十両9枚目 9–6           | 東十両筆頭 11–4             | 東前頭9枚目 2–3–10      | 西十両2枚目 7–8             |
| 2012年 （平成24年） | 西十両3枚目 6–9            | 東十両7枚目 10–5          | 西十両筆頭 9–6            | 西前頭13枚目 11–4 敢        | 西前頭6枚目 8–7         | 西前頭4枚目 5–10            |
| 2013年 （平成25年） | 西前頭7枚目 4–11           | 西前頭12枚目 7–8          | 西前頭13枚目 7–8          | 東前頭14枚目 7–8            | 東前頭14枚目 8–7        | 東前頭11枚目 6–5–4          |
| 2014年 （平成26年） | 西前頭14枚目 7–8           | 西前頭14枚目 8–7          | 東前頭13枚目 4–11         | 東十両2枚目 5–10            | 西十両7枚目 1–4–10      | 西幕下5枚目 4–3             |
| 2015年 （平成27年） | 西十両14枚目 9–6           | 東十両10枚目 5–10         | 東幕下筆頭 1–3–3          | 東幕下20枚目 休場 0–0–7     | 西幕下60枚目 休場 0–0–7 | 西三段目40枚目 休場 0–0–7   |
| 2016年 （平成28年） | 西三段目100枚目 休場 0–0–7 | 東序二段61枚目 6–1        | 東三段目93枚目 0–1–6      | 西序二段43枚目 休場 0–0–7   | 東序ノ口11枚目 優勝 7–0 | 東序二段11枚目 6–1          |
| 2017年 （平成29年） | 東三段目50枚目 休場 0–0–7  | 西序二段10枚目 休場 0–0–7 | 東序二段81枚目 4–0–3      | 東序二段49枚目 7–0          | 東三段目49枚目 3–4      | 西三段目63枚目 4–3          |
| 2018年 （平成30年） | 西三段目45枚目 6–1         | 西幕下56枚目 5–2          | 西幕下38枚目 0–2–5        | 西三段目13枚目 休場 0–0–7   | 東三段目74枚目 6–1      | 東三段目18枚目 4–3          |
| 2019年 （平成31年 /令和元年） | 東三段目7枚目 4–3          | 東幕下57枚目 4–3          | 東幕下49枚目 6–1          | 西幕下21枚目 0–4–3          | 西幕下56枚目 3–4        | 東三段目7枚目 3–3–1         |
| 2020年 （令和2年） | 東三段目27枚目 3–4         | 西三段目45枚目 5–2        | 感染症拡大 により中止     | 東三段目17枚目 4–3          | 西三段目4枚目 3–4       | 西三段目17枚目 4–3          |
| 2021年 （令和3年） | 西三段目4枚目 0–1–6        | 西三段目54枚目 休場 0–0–7 | 東序二段14枚目 引退 0–0–7 | x                           | x                       | x                           |
| 各欄の数字は、「勝ち-負け-休場」を示す。 優勝 引退 休場 十両 幕下 三賞：敢=敢闘賞、殊=殊勲賞、技=技能賞 その他：★=金星 番付階級：幕内 - 十両 - 幕下 - 三段目 - 序二段 - 序ノ口 幕内序列：横綱 - 大関 - 関脇 - 小結 - 前頭（「#数字」は各位内の序列） |                            |                           |                           |                             |                         |                             |

### 幕内対戦成績
| 力士名 | 勝数 | 負数 | 力士名   | 勝数 | 負数 | 力士名   | 勝数 | 負数 | 力士名     | 勝数 | 負数 |
| ------ | ---- | ---- | -------- | ---- | ---- | -------- | ---- | ---- | ---------- | ---- | ---- |
| 碧山   | 0    | 2    | 朝赤龍   | 0    | 1    | 旭日松   | 1    | 0    | 東龍       | 1    | 1    |
| 安美錦 | 0    | 2    | 荒鷲     | 0    | 1    | 阿覧     | 4    | 1    | 勢         | 2    | 2    |
| 遠藤   | 0    | 1    | 大岩戸   | 0    | 1    | 大砂嵐   | 0    | 2    | 隠岐の海   | 0    | 2    |
| 魁聖   | 2    | 5(1) | 臥牙丸   | 1    | 7    | 鏡桜     | 1    | 0    | 稀勢の里   | 0    | 1    |
| 北太樹 | 1    | 3    | 旭秀鵬   | 0    | 3    | 旭天鵬   | 0    | 6    | 琴奨菊     | 1    | 0    |
| 琴勇輝 | 1    | 1    | 磋牙司   | 1    | 0    | 佐田の海 | 0    | 1    | 佐田の富士 | 5    | 2    |
| 里山   | 2    | 0    | 常幸龍   | 2    | 4    | 翔天狼   | 4    | 2    | 蒼国来     | 1    | 0    |
| 大喜鵬 | 1    | 0    | 大道     | 3    | 0    | 隆の山   | 1    | 0    | 髙安       | 1    | 2    |
| 宝富士 | 2    | 2    | 豪風     | 2    | 2    | 玉飛鳥   | 4    | 0    | 玉鷲       | 1    | 5(1) |
| 千代鳳 | 1    | 1    | 千代大龍 | 1    | 2    | 千代の国 | 0    | 2    | 千代丸     | 0    | 2    |
| 天鎧鵬 | 3    | 0    | 時天空   | 6    | 2    | 德勝龍   | 1    | 4    | 栃煌山     | 0    | 1    |
| 栃ノ心 | 1    | 1    | 栃乃若   | 2    | 3    | 豊ノ島   | 0    | 1    | 豊響       | 3    | 5    |
| 富士東 | 2    | 2    | 寶智山   | 0    | 1    | 豊真将   | 1    | 1    | 誉富士     | 1    | 0    |
| 雅山   | 1    | 0    | 妙義龍   | 1    | 0    | 嘉風     | 2    | 3    | 若の里     | 4    | 1    |

## 映画
- テルマエ・ロマエII（2014年） - 力士 役

## 著書
- 『母に捧げた運命の土俵』（竹書房）2014年

## 改名歴
- 舛ノ山 大晴（ますのやま ともはる）2006年7月場所-2017年5月場所
- 舛乃山 大晴（ますのやま ともはる）2017年7月場所-2021年3月場所
- 舛ノ山 大晴（ますのやま ともはる）2021年5月場所